# L'Attaque du requin à six têtes
Série
L'Attaque du requin à cinq têtes
(2017)
Pour plus de détails, voir Fiche technique et Distribution.
L'Attaque du requin à six têtes (en anglais : 6-Headed Shark Attack) est un film d'horreur américain réalisé par Mark Atkins, sorti en 2018. Après L'Attaque du requin à deux têtes (2012), L'Attaque du requin à trois têtes (2015) et L'Attaque du requin à cinq têtes (2017), il s’agit du quatrième volet d’une série de films de The Asylum sur les requins à plusieurs têtes.

## Synopsis
Le conseiller conjugal William, avec sa femme, a fondé une sorte de camp d’expérience pour les couples qui s’appuie sur l’aventure et le conseil conjugal pour guérir les relations dysfonctionnelles. Mais sa femme s’est séparée de lui. Il ne reste donc que le camp d’aventure pour les couples restants. Il est situé sur l’île Corazon, une petite île du Pacifique près d’une ancienne station de recherche sur les requins.
Le groupe est attaqué par un requin à six têtes, tuant un couple après l’autre. Le groupe tente de se défendre contre le requin, qui a d’énormes pouvoirs et une capacité de régénération presque insurmontable. De plus, il peut se déplacer à terre en utilisant quatre de ses têtes comme jambes. À la fin, il ne reste que William et Mary, qui sont finalement capables de vaincre le requin. Ils le font exploser avec des bouteilles de gaz.

## Distribution
- Brandon Auret : William
- Thandi Sebe : Mary
- Cord Newman : James
- Naima Sebe : Angie
- Tapiwa Musvvosvi : Kip
- Chris Fisher : Jake
- Meghan Oberholzer : Sarah
- Jonathan Pienaar : Duke

## Sortie
La première télévisée a eu lieu le 18 août 2018 sur la chaîne de télévision Syfy. Le film est sorti en DVD et en vidéo à la demande le 31 octobre 2018. Le 20 décembre 2019, le film a été projeté dans la série de films de la chaîne Tele 5 The Worst Movies of All Time (en français : les pires films de tous les temps).